# Pericallia ricini
Pericallia ricini är en fjärilsart som beskrevs av Fabricius 1775. Pericallia ricini ingår i släktet Pericallia och familjen björnspinnare. Inga underarter finns listade i Catalogue of Life.

## Bildgalleri

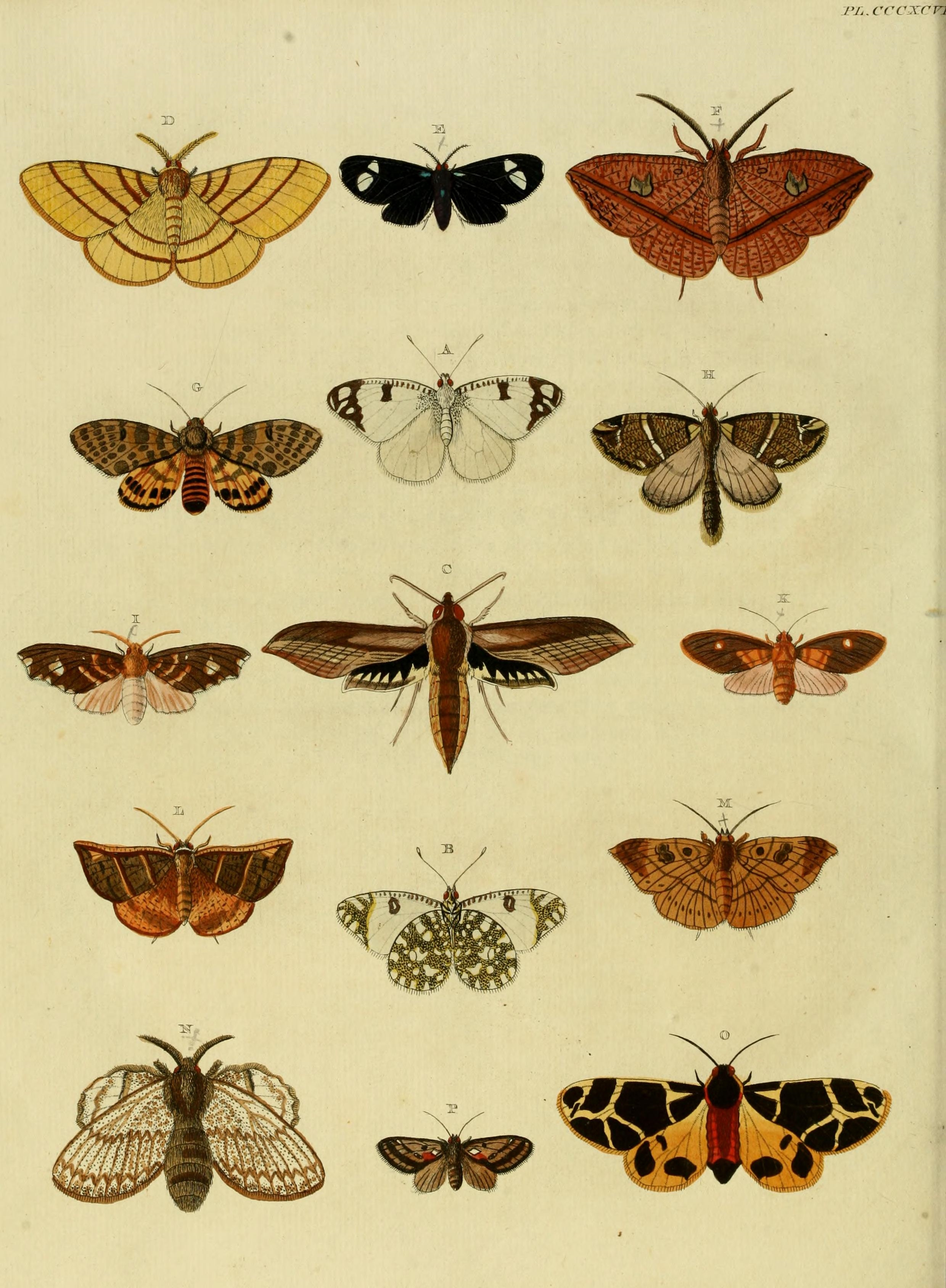